# 池田市立ほそごう学園
池田市立ほそごう学園（いけだしりつ ほそごうがくえん）は、大阪府池田市伏尾台にある公立の義務教育学校である。

## 沿革
- 1874年3月 - 細河小学校が開校。
- 1980年 - 池田市立伏尾台小学校が開校。
- 1982年 - 池田市立細河中学校が開校。
- 2015年4月 - 従来の池田市立細河中学校の所在地に、池田市立細河小学校と池田市立伏尾台小学校を統合し、池田市立細郷小学校と池田市立細郷中学校に改編。
- 2018年4月1日 - 細郷小学校、細郷中学校を統合し、義務教育学校「ほそごう学園」が開校。

## 通学区域
- 伏尾町、吉田町、東山町、中川原町、古江町、木部町、伏尾台1丁目～5丁目[1]